# 祭十二郎文
《祭十二郎文》，唐代韓愈作品，寫於貞元十九年（按《文苑英華》說是寫於五月二十六日，應是筆誤，因為六月下旬十二郎還寫過信），文章中的十二郎是指韓愈的姪子韓老成（二哥韓介的兒子，過繼給了大哥韓會），十二是他在同輩中的排行。八仙中著名的韓湘子即是老成之長子。十二郎與韓愈兩人自幼相守，由長嫂鄭氏撫養成人，共历患难，因此感情特别深厚，但是長大之後，韓愈本人在外飄泊，與十二郎很少見面。孟郊告知韓老成六月二日已逝，但韓愈又疑問六月二十二日老成還在寫信，種種的疑點讓韓愈悲從中來。韓愈在文中提到自己的衰老“吾年未四十，而視茫茫，而髮蒼蒼，而齒牙動搖。”

## 評價
南宋謝枋得《文章軌範》引用安子順之說：「讀諸葛亮《出師表》不墮淚者必不忠，讀李密《陳情表》不墮淚者必不孝，讀韓愈《祭十二郎文》不墮淚者必不慈」。本文收入《古文观止》，其评论说：“情之至者，自然流为至文。读此等文，须想其一面哭，一面写，字字是血，字字是泪。未尝有意为文，而文无不工。”明代茅坤譽為“祭文中千年絕調”。